# Bezen Perrot
Bezen Perrot (niem. Bretonishe Waffenverband der SS "Bezen Perrot") – bretońska kolaborancka grupa zbrojna w służbie Niemiec podczas II wojny światowej.
We francuskiej Bretanii od 1930 r. działała separatystyczna Bretońska Partia Narodowa, która w okresie okupacji przeszła na pozycje kolaboranckie wobec Niemiec. Pod wpływem zabójstw jej działaczy przez francuski ruch oporu (Résistance) postanowiono podjąć ściślejszą współpracę z władzami niemieckimi. Célestin Lainé, organizator kilku antyfrancuskich zamachów bombowych w okresie przed wojną, stworzył – dzięki pomocy lokalnej komórki Sipo-SD – grupę zbrojną pod nazwą Bezen Perrot, Grupa Perrot lub Milicja Perrot, która przez Niemców była nazywana Bretonishe Waffenverband der SS "Bezen Perrot". Liczyła ona ok. 80 członków, umundurowanych w uniformy SS być może z celtyckim krzyżem jako odznaką. Część z nich działała w cywilnych ubraniach.
Uczestniczyli oni od marca 1944 r. w operacjach przeciwko partyzantom (Maquis). Ogólne straty wyniosły 38 ludzi zabitych w akcjach przeciwko partyzantom i zamachach ruchu oporu. Po wyzwoleniu Bretanii przez aliantów część z nich "zniknęła", a reszta wycofała się wraz z Niemcami do rejonu Tybingi. Tam zostali wcieleni do różnych specjalnych jednostek SD, kilku wstąpiło do 33 Dywizji Grenadierów SS "Charlemagne". Po kapitulacji Niemiec niektórzy uciekli do innych krajów, np. C. Lainé zamieszkał w Irlandii, inni pozostali w Niemczech, ukrywając się u ludności cywilnej, a część została aresztowana przez władze francuskie.